# Juban
Juban (Bayan ng Juban) är en kommun i Filippinerna. Kommunen ligger på ön Luzon, och tillhör provinsen Sorsogon. Folkmängden uppgick till 32 320 invånare år 2015.

## Barangayer
Juban är indelat i 25 barangayer.
| - Anog - Aroroy - Bacolod - Binanuahan - Biriran - Buraburan - Calateo - Calmayon - Carohayon - Catanagan - Catanusan - Cogon - Embarcadero | - Guruyan - Lajong - Maalo - North Poblacion - South Poblacion - Puting Sapa - Rangas - Sablayan - Sipaya - Taboc - Tinago - Tughan |